# Penance (Arrow)
Penance es el cuarto episodio de la quinta temporada y nonagésimo sexto episodio a lo largo de la serie de televisión estadounidense de drama y ciencia ficción Arrow. El episodio fue escrito por Brian Ford Sullivan y Oscar Balderrama y dirigido por Dermott Downs. Fue estrenado el 26 de octubre de 2016 en Estados Unidos por la cadena The CW.
Oliver y Lyla suman esfuerzos para rescatar a un reluctante Diggle de prisión. Mientras tanto, cuando el equipo descubre que Tobias Church planea atacar la estación de policía, Felicity debe tomar la decisión de mandar a los reclutas a la misión sin Flecha Verde. Por otra parte, la manera de pensar del fiscal Chase sobre los justicieros comienza a cambiar y René cae prisionero de Church.

## Elenco
- Stephen Amell como Oliver Queen/Flecha Verde.
- David Ramsey como John Diggle.
- Willa Holland como Thea Queen.
- Emily Bett Rickards como Felicity Smoak/Overwatch.
- Echo Kellum como Curtis Holt/Mr. Terrific.
- Josh Segarra como Adrian Chase.
- Paul Blackthorne como Quentin Lance.

## Continuidad
- Tobias Church fue visto anteriormente en The Recruits.
- El equipo sale a las calles para rescatar evidencia de las manos de Tobias Church.
- Oliver y Lyla planean la fuga de Diggle de la prisión en la que se encuentra.
- Rory vuelve al equipo después de hacer las paces con Felicity.
- Felicity desaprueba la operación de Lyla y Oliver.
- Curtis, Evelyn y René intentan detener a Oliver sobre ayudar a Diggle a escapar.
- Se revela que el plan de Church consistía en dejar que los justicieros tomaran la evidencia y que esta llegara a la estación de policía, donde explota.
- Los reclutas acuden a la estación de policía, salvando al fiscal Chase.
- René es capturado y más tarde torturado por órdenes de Tobias Church.
- Diggle regresa a Star City.

## Desarrollo

### Producción
La producción de este episodio se llevó a cabo del 28 de julio al 8 de agosto de 2016.

### Filmación
El episodio fue filmado del 9 al 18 de agosto de 2016.